# Lindstrand (companie)
Compania Lindstrand (în original Lindstrand Technologies Limited) este fondată în 1991 de către Per Lindstrand, personaj legendar în domeniul aerostaticii și, indiscutabil, cel mai experimentat aeronaut al timpurilor noastre. Per deține toate cele trei recorduri mondiale absolute în ce privește balonul cu aer cald: Distanță, Durată și Altitudine.
Compania Lindstrand, situată în nord-vestul Angliei (districtul Shropshire), are un spațiu propriu de producție de 4.000 metri pătrați. Echipa Lindstrand construiește  vehicule aerostatice de mai bine de 20 de ani.
Compania Lindstrand este unul dintre liderii mondiali în fabricarea de produse aerostatice. Totodată ea deține recordul la capitolul securitatea produsului, având un design atestat în 48 de țări. Însuși Per Lindstrand a pus în practică multe inovații tehnice, încercările sale urmărind să revoluționeze tehnologia aerostatică și să ofere clienților săi un sistem aerostatic superior. Folosindu-se de pregătirea sa în domeniul ingineriei  aeronautice, Per Lindstrand a reușit să-și transforme produsele în opere de artă.
Deși inițial compania Lindstrand fabrica doar baloane cu aer cald, la scurt timp producția s-a extins la dirijabile cu aer cald, la baloane cu gaz folosite la doborârea de recorduri mondiale din domeniu și la HiFlyer - un balon cu heliu destinat călătoriilor turistice de agrement.
Compania Lindstrand mai oferă o gama vastă de produse din domeniul țesăturilor destinate ingineriei  aerostatice. Totodată, compania deține un palmares impresionant în domeniul managementului de proiecte, fie că este vorba de  atestate civile pentru dirijabile, fie că e vorba de programe privind zboruri efectuate la distanță în baloane pilotate de oameni.
Baloanele  purtând marca Lindstrand au ca scop excelența în domeniu și managementul de proiecte la cel mai înalt nivel. O dovadă în acest sens o reprezintă recentele premii pe care compania Lindstrand le-a primit odată cu obținerea contractului pentru construirea unei clădiri destinate stocării de dirijabile. Este vorba despre premiul de excelență în domeniul construcției de clădiri gonflabile și de premiul Clădirea Anului 2001 acordat de către Institutul Regal al Arhitecților Britanici unui complex de clădiri în care este inclusă și o construcție marca Lindstrand.